# Te Ara: The Encyclopedia of New Zealand
Te Ara: The Encyclopedia of New Zealand («Te Ara: La Enciclopedia de Nueva Zelanda») es una enciclopedia en línea fundada en 2001 por el Ministerio de Cultura y Patrimonio de Nueva Zelanda. El contenido de la web se estuvo desarrollando hasta varios años después. Las primeras secciones se publicaron en 2005 y se completó en 2014. Te Ara significa «el camino» en la lengua maorí. Se han escrito alrededor de tres millones de palabras y han participado alrededor de 450 autores. Su biblioteca multimedia incluye 30,000 imágenes y clips de vídeo de miles de contribuidores.